# Premiers Analytiques
Pour les articles homonymes, voir Analytique.

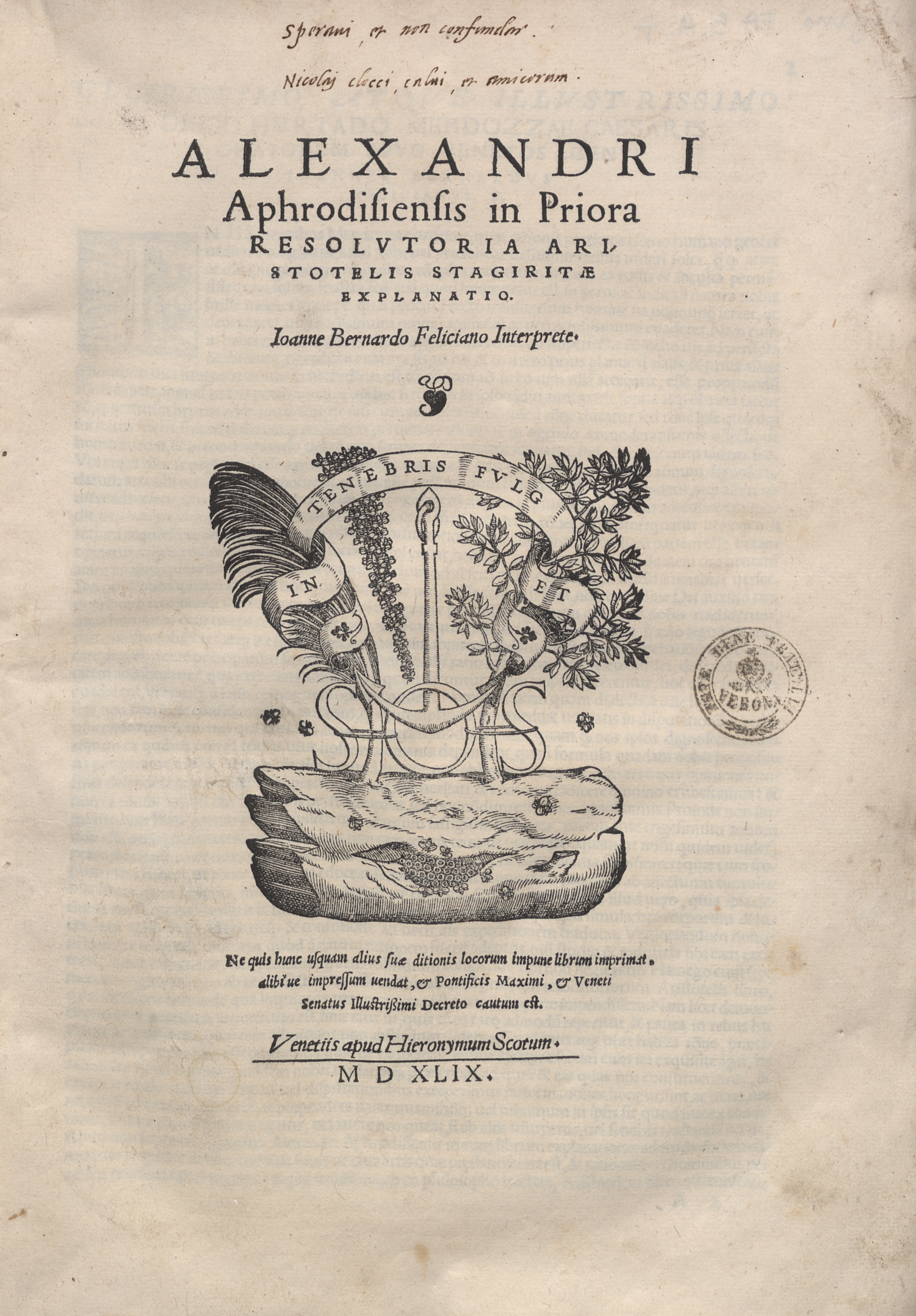
Commentaria in Analytica priora Aristotelis, 1549

Les Premiers Analytiques sont un ouvrage d'Aristote et constituent le troisième livre de l’Organon et la première partie des Analytiques. Aristote y développe l'essentiel de sa logique et de la syllogistique. Avec les Premiers Analytiques la logique est née comme discipline formelle.

## Œuvre et contexte
Les Premiers Analytiques suivent probablement, dans l'ordre chronologique, la rédaction des Topiques et des Réfutations Sophistiques (livres V et VI de l'Organon). Ils sont étroitement liés, par leur contenu et leur forme, à l'étude minutieuse des arguments et leur validité. La classification des raisonnements sophistiques (homonymie, amphibolie, composition, division, accentuation, forme de l'expression) et leur résolution permet au Stagirite de poser avec confiance la théorie du syllogisme.

## Résumé
Le texte des Premiers Analytiques se compose de deux livres de 46 et 27 chapitres respectivement. Les difficultés du textes sont, selon Tricot, considérables : « la plupart des raisonnements syllogistiques sont simplement esquissés et figurés par des lettres ou des termes ».
L'édition commentée de Tricot, constamment republiée depuis chez Vrin, ainsi que l'article sur le syllogisme permettent toutefois d'expliciter les structures (Classes de proposition, Figures, syllogisme en Barabara, Celarent, etc.).

### Livre I <Théorie du Syllogisme>

#### Chapitre 1 <Sujet du traité et définitions>
Aristote débute, conformément à son habitude, par définir le sujet du traité :

« Son sujet, c'est la démonstration, et c'est de la science démonstrative dont elle dépend »

— Premiers Analytiques, livre I, chap. 1, 24a11, trad. J. Tricot
Puis il définit le sens de prémisse :

« La prémisse est le discours qui affirme ou qui nie quelque chose de quelque chose, et ce discours est soit universel, soit particulier, soit indéfini. »

— Premiers Analytiques, livre I, chap. 1, 24a18, trad. J. Tricot (1936)
Les propositions (ou prémisses) sont, depuis la scolastique médiévale (voir l'article syllogisme), désignées par des lettres suivant une correspondance mnémotechnique en latin : affirmo (« j'affirme »), nego (« je nie ») :
- A = affirmative universelle : « Tous les hommes sont mortels » ;
- E = négation universelle : « Aucun homme n'est mortel » ;
- I = affirmation particulière : « Au moins un homme est mortel » ;
- O = négation particulière : « Au moins un homme est immortel ».

Il définit ensuite le sens de terme :

« J'appelle terme ce en quoi se résout la prémisse, savoir le prédicat et le sujet dont il est affirmé, soit que l'être s'y ajoute, soit que le non être en soit séparé. »

— Premiers Analytiques, livre I, chap. 1, 24b 17, trad. J. Tricot (1936)
L'expression « ce en quoi se résout la prémisse » est synonyme de "ce dont la prémisse est composée".
L'expression « soit que l'être s'y ajoute » signifie "le sujet et le prédicat sont reliés par le terme est", alors que « soit que le non être en soit séparé » signifie "le sujet et le prédicat sont séparés par le terme n'est pas".

Il définit ensuite le sens de syllogisme :

« Le syllogisme est un discours dans lequel, certaines choses étant posées, quelque chose d'autre que ces données en résulte nécessairement par le seul fait de ces données. Par le seul fait de ces données : je veux dire que c'est par elles que la conséquence est obtenue ; à son tour l'expression c'est par elle que la conséquence est obtenue signifie qu'aucun terme étranger n'est en sus requis pour produire la conséquence nécessaire. »

— Premiers Analytiques, livre I, chap. 1, 24b 19-22, trad. J. Tricot (1936)

#### Chapitres 2 et 3 <Conversion des termes des prémisses >
Après avoir remarqué qu'une prémisse pose une attribution soit pure (ex : nul plaisir n'est un bien), soit nécessaire (ex : il est nécessaire que A n'appartienne à aucun B), soit contingente (ex: il est possible que A appartienne à tout B), Aristote énonce les règles de conversion des termes des prémisses pures.

« Par suite, dans l'attribution pure universelle, les termes de la prémisse négative sont nécessairement convertibles : par exemple, si nul plaisir n'est un bien, aucun bien ne sera non plus un plaisir. Par contre, dans la prémisse affirmative, la conversion, tout en étant nécessaire, ne l'est pas universellement, mais particulièrement : par exemple, si tout plaisir est un bien, quelque bien sera aussi un plaisir. - Dans le cas des propositions particulières, l'affirmative se convertit nécessairement et particulièrement (car si quelque plaisir est un bien, quelque bien est aussi un plaisir), tandis que pour la négative, il n'y a pas nécessité de conversion : si homme n'appartient pas à quelque animal, il ne s'ensuit pas que quelque animal n'appartienne pas à quelque homme. »

— Premiers Analytiques, livre I, chap. 1, 25a 5-14, trad. J. Tricot (1936)
Suit, les démonstrations de chacune de ces affirmations. Démonstrations utilisant le langage symbolique pour décrire les termes des prémisses. Par exemple la prémisse universelle négative (E) est notée : "A n'appartient à nul B". Pour démontrer les conversions des termes des prémisses E, A et I, Aristote procède par l'absurde, en réutilisant les résultats démontrés en cours de route. Pour montrer que la conversion des termes n'est pas nécessaire pour la prémisse O, le contre exemple précédemment cité est simplement rappelé.
Les prémisses à attribution nécessaire suivent les mêmes règles de conversions des termes que les prémisses à attribution pure. Alors que les prémisses contingentes n'en vont pas ainsi nécessairement.

### Liens Externes
- Premiers analytiques, trad. Jules Barthélemy-Saint-Hilaire
- Premiers analytiques, trad. Jules Tricot, Vrin.

### Études
(de) Günther Patzig, Die aristotelische Syllogistik. Logisch-philologische Untersuchung über das Buch A der "Ersten Analytik", 3e éd., Vandenhoeck & Ruprecht Göttingen 1969.  — Un classique sur la syllogistique aristotélicienne.